# Séries télévisées diffusées sur Fox
Pour un article plus général, voir Fox Broadcasting Company.
Voici une liste non exhaustive des séries diffusées sur le réseau Fox.

## Séries diffusées actuellement par Fox

### Drames
- Accused[1] (drame judiciaire, depuis le 22 janvier 2023)[2]
- Murder in a Small Town (en)[3] (série canadienne, depuis le 24 septembre 2024)[4]
- Doc (en)[5] (adaptation de la série italienne, depuis le 7 janvier 2025)[6]

### Sitcoms
- Animal Control (en)[7] (depuis le 16 février 2023)[2]
- Going Dutch (en)[8] (depuis le 2 janvier 2025)[6]

### Séries animées
- Les Simpson (The Simpsons) (1989–en cours)
- Les Griffin (Family Guy) (1999–en cours)
- Bob's Burgers (2011–en cours)
- The Great North[9] (2021–en cours)[10]
- Krapopolis[11] (depuis le 24 septembre 2023)[12]
- Grimsburg[13] (depuis le 7 janvier 2024)[14]
- Universal Basic Guys[15] (depuis le 8 septembre 2024)[4]

## Séries à venir
Les dates de première diffusion pour les séries dans cette liste seront dévoilées au cours de la saison.
- Best Medicine[16] (adaptation de Doc Martin (en), pour la mi-saison 2025-2026)[17]
- Memory of a Killer (adaptation de La Mémoire du tueur (De Zaak Alzheimer), pour la mi-saison 2025-2026)[17]
- The Faithful[18] (mini-série biblique de six épisodes, pour le printemps 2026)[17]
- American Dad! (Fox 2005–2014, TBS 2014–2025, Fox 2025–)

## Anciennes séries diffusées sur Fox

### Drames
- 21 Jump Street (1987–1990)
- 24 heures chrono (24) (2001–2010, 2014)
- 24 : Legacy (2017)
- 413 Hope Street (en) (1997–1998)
- 9-1-1 (2018–2023, puis sur ABC)
- 9-1-1: Lone Star (2020–2025)
- Alert[19] (2023–2025)[2]
- Ally McBeal (1997–2002)
- Almost Family (2019–2020)
- Backstrom (2015)
- Beverly Hills 90210 (1990–2000)
- Beverly Hills : BH90210 (métafiction, 2019)
- The Big Leap (en)[20] (2021–2022)
- Bones (2005–2017)
- Booker (1989–1990)
- Boston Public (2000–2004)
- Le Damné (Brimstone) (1998–1999)
- La Loi de Canterbury (Canterbury's Law) (2008)
- The Chicago Code (2011)
- Class of '96 (en) (1993)
- The Cleaning Lady (en)[21] (2022–2025)[22]
- DEA (en) (1990)
- Deputy (en) (2020)
- Les Douze Salopards (Dirty Dozen: The Series) (1988)
- Drive (2007)
- Empire (2015–2020)
- Fantasy Island[23] (2021–2023)[24]
- Filthy Rich (2020)
- The Finder (2012)
- Following (The Following) (2013–2015)
- Gang Related (2014)
- La Famille Green (Get Real) (1999–2000)
- Girls Club (en) (2002)
- Glee (2009–2015)
- Bailey et Stark (The Good Guys) (2010)
- Gracepoint (2014)
- Head Cases (en) (2005)
- Rock and Love (The Heights) (1992)
- Houdini and Doyle (2016)
- Dr House (House) (2004–2012)
- Human Target : La Cible (Human Target) (2010–2011)
- The Inside : Dans la tête des tueurs (The Inside) (2005)
- John Doe (2002–2003)
- Jonny Zéro (2005)
- The Jury (2004)
- Justice (2006)
- Key West (en) (1993)
- Killer Instinct (2005)
- K-Ville (2007)
- L.A. Firefighters (en) (1996)
- L'Arme fatale (Lethal Weapon) (2016–2019)
- Lie to Me (2009–2011)
- Lone Star (2010)
- Melrose Place (1992–1999)
- Mental (2009)
- The Mob Doctor (2012–2013)
- Models Inc. (1994–1995)
- Monarch (en)[25] (musical, 2022)[26]
- New Amsterdam (2008)
- New York Undercover (1994–1998)
- North Shore : Hôtel du Pacifique (North Shore) (2004–2005)
- Newport Beach (The O.C.) (2003–2007)
- Opposite Sex (2000)
- Our Kind of People[27] (2021–2022)[28]
- The Outsiders (en) (1990)
- Brentwood (Pacific Palisades) (1997)
- La Vie à cinq (Party of Five) (1994–2000)
- Pasadena (2001)
- Past Life (2010)
- Pitch (2016)
- Point Pleasant, entre le bien et le mal (Point Pleasant) (2005)
- Prison Break (2005–2009, 2017)
- Prodigal Son (2019–2021)
- Profit (1996)
- Proven Innocent (en) (2019)
- Rake (2014)
- Red Band Society (2014–2015)
- Rescue: HI-Surf[29] (2024–2025)
- The Resident (2018–2023)
- Réunion : Destins brisés (Reunion) (2005)
- Roar : La Légende de Conor (en) (1997)
- Rosewood (2015–2017)
- Scream Queens (2015–2017)
- Shots Fired (2017)
- Significant Others (en) (1998)
- Skin (2003)
- South Central (en) (1994)
- Standoff : Les Négociateurs (Standoff) (2006–2007)
- Star (musical, 2016–2019)
- Drôle de chance (Strange Luck) (1995–1996)
- The Street (The $treet) (2000)
- Sarah (Time of Your Life) (1999–2000)
- Vanished (2006)
- Wayward Pines (2015–2016)
- The Wedding Bells (en) (2007)
- Wonderfalls (2004)

### Science fiction et action
- Almost Human (2013–2014)
- Brisco County (The Adventures of Brisco County, Jr.) (1993–1994)
- Alcatraz (2012)
- Alien Nation (1989–1990)
- Emma Brody (en) (The American Embassy) (2002)
- A.P.B. (2017)
- Dark Angel (2000–2002)
- Dollhouse (2009–2010)
- Encounters (en) (1993)
- L'Exorciste (The Exorcist) (2016–2017)
- Fastlane (2002–2003)
- Firefly (2002–2003)
- Dans l'œil de l'espion (Fortune Hunter) (1994)
- FreakyLinks (2000–2001)
- Fringe (2008–2013)
- The Gifted (2017–2019)
- Gotham (2014–2019)
- Harsh Realm (1999–2000)
- Keen Eddie (2003–2004)
- Kindred : Le Clan des maudits (Kindred: The Embraced) (1996)
- The Lone Gunmen : Au cœur du complot (The Lone Gunmen) (2001)
- Lucifer (2016–2018)
- M.A.N.T.I.S. (1994)
- Millennium (1996–1999)
- Minority Report (2015)
- Next (en) (2020)
- Les Nuits de l'étrange (Night Visions) (2001)
- The Orville (2017–2019, puis sur Hulu)
- The Passage (2019)
- Second Chance (2016)
- Sightings (en) (1992–1998)
- Sleepy Hollow (2013–2017)
- Sliders : Les Mondes parallèles (Sliders) (1995–1997) puis Sci-Fi Channel
- Space 2063 (Space: Above and Beyond) (1995–1996)
- Terminator : Les Chroniques de Sarah Connor (Terminator: The Sarah Connor Chronicles) (2008–2009)
- Terra Nova (2011)
- Touch (2012–2013)
- Tru Calling : Compte à rebours (Tru Calling) (2003–2005)
- Le Visiteur (The Visitor) (1997–1998)
- VR.5 (1995)
- La Malédiction du loup-garou (Werewolf) (1987)
- X-Files : Aux frontières du réel (The X-Files) (1993–2002, 2016, 2018)

### Sitcom
- Action! (1999)
- Le Monde merveilleux d'Andy Richter (Andy Richter Controls the Universe) (2002–2003)
- Arrested Development (2003–2006)
- Babes (1990–1991)
- Back to You (en) (2007–2008)
- Bakersfield P.D. (1993–1994)
- Ben and Kate (2012–2013)
- The Bernie Mac Show (2001–2006)
- Between Brothers (en) (1997–1998), UPN (1999)
- Breaking In (2011–2012)
- Brooklyn Nine-Nine (2013–2018, puis sur NBC)
- Brothers (en) (2009)
- Call Me Kat (en) (2021–2023)[30]
- Comic Strip Live (en) (1989–1994)
- The Cool Kids (en) (2018–2019)
- Cooper Barrett's Guide to Surviving Life (2016)
- Costello (en) (1998)
- Cracking Up (en) (2004)
- The Crew (en) (1995–1996)
- Dads (2013–2014)
- Do Not Disturb (en) (2008)
- Down the Shore (en) (1992–1993)
- Drexell's Class (en) (1991–1992)
- Duet (en) (1987–1989)
- Enlisted (2014)
- Flying Blind (en) (1992–1993)
- Free Ride (en) (2006)
- The George Carlin Show (1994–1995)
- Get a Life (en) (1990–1992)
- Le Retour de Max la Menace (Get Smart) (1995)
- Getting Personal (en) (1998)
- Ghosted (2017–2018)
- The Goodwin Games (2013)
- Grandfathered (2015–2016)
- Great Scott! (1992)
- Greg the Bunny (2002) puis IFC
- The Grinder (2015–2016)
- Parents à tout prix (Grounded for Life) (2001–2002) puis The WB
- Happy Hour (en) (2006)
- Hardball (en) (1994)
- Haywire (en) (1990–1991)
- Herman's Head (1991–1994)
- Holding the Baby (1998)
- I Hate My Teenage Daughter (2011–2012)
- In Living Color (en) (1990–1994)
- Karen's Song (en) (1987)
- Kitchen Confidential (2005)
- The Last Frontier (en) (1996)
- The Last Man on Earth (2015–2018)
- C'est moi le chef ! (Last Man Standing) (2011–2017 sur ABC, 2018–2021 sur Fox)
- LA to Vegas (2018)
- Hot Dog Family (Life on a Stick) (2005)
- Living in Captivity (en) (1998)
- Living Single (en) (1993–1998)
- The Loop (2006–2007)
- Love and Marriage (en) (1996)
- Luis (en) (2003)
- Lush Life (en) (1996)
- Making History (2017)
- Malcolm (Malcolm in the Middle) (2000–2006)
- Mariés, deux enfants (Married… with Children) (1987–1997)
- Martin (1992–1997)
- Method et Red (Method & Red) (2004)
- Very Bad Nanny (The Mick) (2017–2018)
- The Mindy Project (2012–2015, puis sur Hulu)
- A Minute with Stan Hooper (en) (2003)
- Molloy (en) (1990)
- Monty (en) (1994)
- The Moodys (en) (adaptée d'une série australienne (en), 2019–2021)[31]
- Mr. President (en) (1987–1988)
- Mulaney (2014–2015)
- Ned et Stacey (en) (1995–1997)
- Les Aventures de Beans Baxter (The New Adventures of Beans Baxter) (1987)
- New Girl (2011–2018)
- Normal, Ohio (2000)
- Oliver Beene (en) (2003–2004)
- Open House (en) (1989–1990)
- Outmatched (en)[9] (2020)
- Parker Lewis ne perd jamais (Parker Lewis Can't Lose) (1990–1993)
- Ménage à trois (Partners) (1995–1996)
- Party Girl (en) (1996)
- The Pitts (2003)
- Pivoting[32] (2022)[33]
- The Preston Episodes (en) (1995)
- Les Quintuplés (Quintuplets) (2004–2005)
- Raising Hope (2010–2014)
- Rel (en) (2018–2019)
- The Return of Jezebel James (2008)
- Roc (en) (1991–1994)
- Running Wilde (2010)
- Second Chance (en) (1987–1988)
- Son of Zorn (2016–2017)
- Sons of Tucson (2010)
- Les Lectures d'une blonde (Stacked) (2005–2006)
- Stand By Your Man (en) (1992)
- Surviving Jack (2014)
- That '70s Show (1998–2006)
- That '80s Show (2002)
- Le Tique (en) (The Tick) (2001–2002)
- Pour le meilleur et le pire (’Til Death) (2006–2010)
- Titus (2000–2002)
- Too Something (en) (1995–1996)
- Top of the Heap (en) (1991)
- Traffic Light (2011)
- True Colors (en) (1990–1992)
- Les Années campus (Undeclared) (2001–2002)
- Unhitched (en) (2008)
- Vinnie & Bobby (1992)
- Wanda at Large (en) (2003)
- La Guerre à la maison (The War at Home) (2005–2007)
- Weird Loners (2015)
- Welcome to Flatch (en)[34] (2022–2023)[35]
- Wild Oats (en) (1994)
- The Winner (en) (2007)
- Women in Prison (en) (1987)
- Woops! (en) (1992)

### Séries animées
- Allen Gregory (2011)
- American Dad! (2005–2014, puis sur TBS)
- Axe Cop (en) (Animation Domination du samedi, 2013)
- Bless the Harts (en)[36] (2019–2021)
- Bordertown (2016)
- Profession : critique (The Critic) ABC (1994) puis Fox (1995)
- Duncanville[37] (2020–2022)[38]
- Futurama (1999–2003) puis Comedy Central
- Golan the Insatiable (en) (Animation Domination du samedi) (2014–2015)
- High School USA! (Animation Domination du samedi, 2013)
- HouseBroken (2021–2022)[39]
- Les Rois du Texas / Henri pis sa gang (King of the Hill) (1997–2010)
- Lucas Bros. Moving Co. (en) (Animation Domination du samedi) (2014–2015)
- Napoleon Dynamite (2012)
- Les Stubbs (The PJs) (1999–2001) puis The WB
- Sit Down, Shut Up (2009)
- The Cleveland Show (2009–2013)

## Cas spéciaux
- Virtuality, pilote diffusé en téléfilm en juin 2009.
- Boldly Going Nowhere, pilote rejeté pour la saison 2010–2011.
- Us and Them, comédie initialement prévue pour la mi-saison 2013–2014, jamais diffusée.
- Cosmos: A Spacetime Odyssey, documentaire, diffusé en 2014.
- Hieroglyph (en)[40], drame commandé pour la mi-saison 2014–2015, annulé après tournage du pilote[41].
- L.A.'s Finest (série originale de Spectrum, automne 2020)[42]